# Le Dernier Jour d'un condamné (opéra)
Représentations notables
- Première en 2007 avec Roberto Alagna (frère du compositeur) dans le rôle-titre
- Dans la compétition Mezzo à Debrecen, Hongrie en 2009

Le Dernier Jour d'un condamné est un opéra français du compositeur français David Alagna créé en concert à Paris en 2007 et sur scène en 2009 à Debrecen. L'histoire est adaptée depuis le roman Le Dernier Jour d'un condamné de Victor Hugo.

## Historique
L'opéra est créé en version de concert le 8 juillet 2007 au théâtre des Champs-Élysées à Paris, où il est enregistré par Deutsche Grammophon sous la direction de Michel Plasson, en collaboration avec le Chœur Vittoria et l'Orchestre national d'Île-de-France.
Il est créé en représentation scénique pour la première fois en 2009 à l'opéra de Debrecen en Hongrie, sous la mise en scène de Nadine Duffaut. La création scénique en France a lieu en 2014 à l'opéra du Grand Avignon, qui a obtenu pour cette œuvre le grand prix de la meilleure production et mise en scène dans le cadre du Festival Opera Competition with Mezzo Television (Szeged, Hongrie).
L'opéra est joué pour trois représentations en 2017 à l'Opéra de Marseille, sous la direction musicale de Jean-Yves Ossonce, dont le rôle du condamné est assuré par Robert Alagna.

## Description
Opéra en deux actes et un intermezzo, le livret, en français, est adapté par le compositeur et ses deux frères, Frédérico et Roberto Alagna. Plusieurs moments de l'opéra sont parlés par les chanteurs sur scène, notamment les deux condamnés.
Le personnage du condamné vit ses derniers instants dans la prison. Il est ici dédoublé par une autre condamnée à mort, divergeant ainsi de l'histoire du roman. Celle-ci, contrairement à la situation française et la date connue de la diégèse du condamné, 1820, se trouve dans un pays inconnu à notre période actuelle.

### Rôles
- Le condamné (ténor)
- La condamnée (soprano)
- Le friauche (baryton-basse)
- L'huissier de la Cour Royale (ténor)
- Le procureur général (ténor)
- L'aumônier (baryton)
- Le bourreau (baryton)
- Deux forçats (ténor et baryton)